# Mezin (Oekraïne)
Mezin is een archeologische opgraving uit het laat-paleolithicum, gelegen in de buurt van het dorp Mezin (rayon Korop van de Oblast Tsjernihiv) in Oekraïne. Het is de locatie van enkele der oudste vondsten van muziekinstrumenten ter wereld. Ze is gedateerd op ongeveer 20-18.000 jaar v.Chr. 
Naar de vindplaats is de oostelijke Epigravettien-cultuur, de Mezincultuur vernoemd. Archeologen classificeren de cultuur ook wel als vroeg-Magdalénien.

## Vondsten
In 1907 werden nabij Mezin een aantal grote botten gevonden. Archeologen identificeerden daarop een aantal prehistorische nederzettingen uit de tijd van de vroege moderne mens.
Bij latere opgravingen werden een vijftal ronde woonplaatsen opgegraven, met een diameter van 7m en een oppervlakte van 25m². Deze koepelvormige woningen waren gebouwd van houten palen bedekt met dierenvellen, aan de buitenkant bedekt met dierlijke botten en horens. Nabij bevonden zich plaatsen waar steen en bot werden bewerkt.
Bij de woningen en werkplaatsen werden een groot aantal producten van mammoet-ivoor gevonden, zoals beeldjes, gestiliseerde vrouwelijke figurines, dier- en vogelfiguren, en gedecoreerde armbanden. Op een der armbanden bevond zich de oudst bekende afbeelding van een meander, op een ander de oudst bekende swastika. Geometrische figuren werden aangebracht door middel van inkerving en met rode oker.
Het meest opmerkelijk is een aantal uit mammoetbeenderen gevormde voorwerpen, eveneens gedecoreerd, die zijn geïdentificeerd als muziekinstrumenten. Slaginstrumenten van schedels, heupbeenderen, schouderbladen en kaakbeenderen, zowel als een "castagnet-armband" van vijf ringen en een tweetal ratels van ivoor.
De nederzetting werd in de winter bewoond als jachtkamp.